# Législature d'État du Wyoming

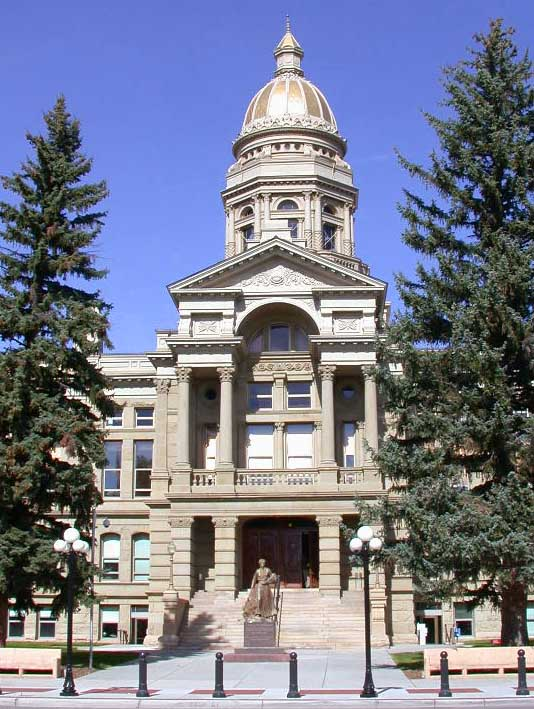
Le Capitole de l'État du Wyoming à Cheyenne

La législature d'État du Wyoming (Wyoming State Legislature) est un parlement bicaméral composé d'une chambre basse (la chambre des représentants du Wyoming) de 60 élus et d'une chambre haute (le Sénat du Wyoming) de 30 élus.
Le parlement du Wyoming siège au Capitole situé à Cheyenne, la capitale de l'État.
Le parlement (élections de novembre 2012) est très largement dominé par le Parti républicain qui dispose d'une "supermajorité" détenant 52 des 60 sièges de la Chambre des représentants et 26 des 30 sièges du Sénat.  La suprématie des Républicains se confirme aux dernières élections de 2020 : 51 représentants sur 60 sièges ; 28 sénateurs sur 30 sièges. 

## Historique
En 1869, la législature du territoire du Wyoming fut le premier corps législatif à accorder le droit de vote aux femmes aux États-Unis d'Amérique. Il fut suivi un an plus tard par la législature du territoire de l'Utah. Les législateurs souhaitaient par ce biais encourager les femmes à venir s'installer dans ces États alors sous-peuplés. En 1889-1890, le congrès des États-Unis tenta sans succès de conditionner  l'entrée du Wyoming au rang d'État américain, au retrait du droit de vote aux femmes. 
Le 10 juillet 1890, le président Benjamin Harrison signa l'acte du Congrès faisant du Wyoming le 44e État américain. 